# Eucereon coeruleocaput
Eucereon coeruleocaput là một loài bướm đêm thuộc phân họ Arctiinae, họ Erebidae.